# Habeas Corpus nº 87.585-8/TO
O Habeas Corpus nº 87.585-8/TO foi um habeas corpus relatado pelo Ministro Marco Aurélio em 3 dezembro de 2008 no Supremo Tribunal Federal do Brasil. Foi decidido que, com a introdução da Convenção Americana sobre Direitos Humanos (também chamada de Pacto de San José da Costa Rica, sigla CADH), que restringe a prisão civil por dívida ao descumprimento inescusável de prestação alimentícia, não será mais permitida a prisão civil do depositário infiel no ordenamento brasileiro.